# Mammillaria hutchisoniana
Mammillaria hutchisoniana (укр. Мамілярія Гатчисона) — сукулентна рослина з роду мамілярія (Mammillaria) родини кактусових (Cactaceae).

## Етимологія
Видова назва носить ім'я Теодора Гатчисона (англ. Theodore [Ted] Hutchison), що дослідив Нижню Каліфорнію разом з матір'ю в 1930-х рр. Підвид цього виду Mammillaria hutchisoniana subsp. louisae названий на честь його матері Луїзи Гатчисон (англ. Louisa Hutchison; 1904-1974), яка виявила цей таксон.

## Морфологічний опис
Рослини від поодиноких до кількох стебел.
| Орган              | Опис                                                                                     |
| Коріння            | волокнисте.                                                                              |
| Стебло             | циліндричне, до 15 см заввишки, в діаметрі 4-6 см.                                       |
| Епідерміс          | оливково-зелений.                                                                        |
| Маміли             | короткі, конічні, без молочного соку.                                                    |
| Аксили             | з невеликою кількістю пуху або голі.                                                     |
| Центральні колючки | 4, жовто-коричневі з багрянистими кінцями, 7-10 мм завдовжки, найнижча з гачком.         |
| Радіальні колючки  | 10-20, прямі, тонкі, голчасті, багрянистого відтінку, 5-8 мм завдовжки.                  |
| Квіти              | рожеві до кремових, з темними центральними прожилками на пелюстках, в діаметрі 25-30 мм. |
| Плоди              | булавоподібні, червоні, до 20 мм завдовжки.                                              |
| Насіння            | чорне.                                                                                   |

## Ареал

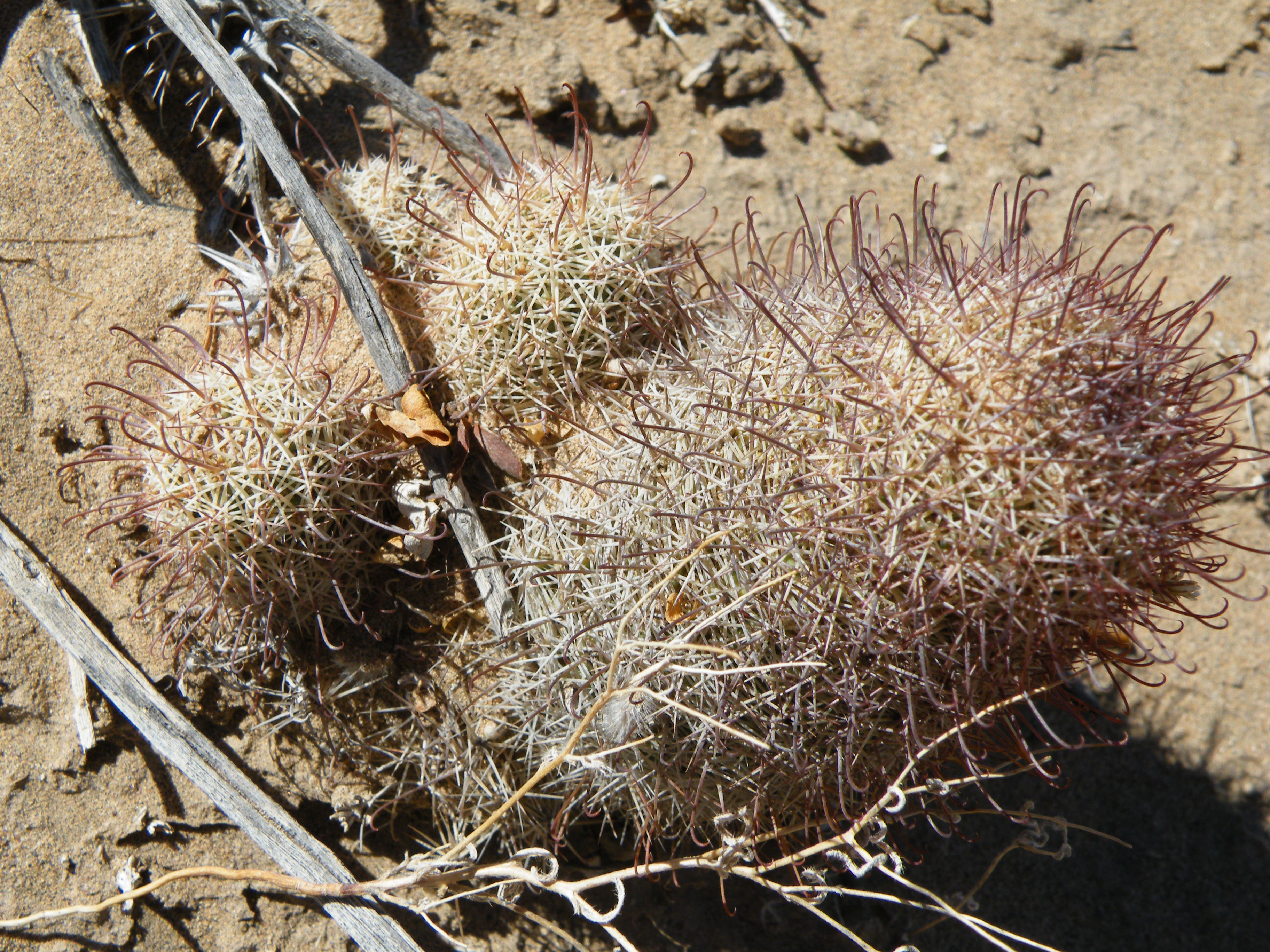
Mammillaria hutchisoniana у природних умовах в Нижній Каліфорнії

Mammillaria hutchisoniana є ендемічною рослиною Мексики. Ареал розташований на півострові Нижня Каліфорнія у штатах Баха-Каліфорнія і Баха-Каліфорнія-Сюр.

## Екологія
Вид мешкає на висоті до 200 м над рівнем моря. Росте в найрізноманітніших ґрунтах в пустелі серед чагарнику. Рослини ростуть, приховані в піщаному ґрунті в пустелі Віскаїно, де не виживають інші види мамілярій. У Баїя Консепсьоні Mammillaria hutchisoniana росте на кам'янистих, крутих схилах.

## Охоронні заходи
Mammillaria hutchisoniana входить до Червоного списку Міжнародного союзу охорони природи видів, з найменшим ризиком (LC).
Ареал зростання дуже широкий, популяції численні і стабільні. Частині ареалу виду загрожують вирощування пшениці і кукурудзи та урбанізація. Якщо навіть існують загрози в частинах ареалу, їх недостатньо, щоб викликати загрозу існуванню всього виду.
Мешкає на природоохоронних територіях Десіерто-дель-Віскаїно (ісп. Desierto del Vizcaíno) і Вальє-де-лос-Циріос (ісп. Valle de los Cirios).
Охороняється Конвенцією про міжнародну торгівлю видами дикої фауни і флори, що перебувають під загрозою зникнення (CITES).

## Використання
Рослини цього виду збираються і культивуються як декоративні.

## Підвиди
Визнано 2 підвиди Mammillaria hutchisoniana.

### Mammillaria hutchisoniana підвид. hutchisoniana
| Орган             | Опис                                                                         |
| Радіальні колючки | варіюються за кількістю.                                                     |
| Квіти             | кремового відтінку.                                                          |
| Ареал зростання   | в різних місцях Баха-Каліфорнія і Баха-Каліфорнія-Сюр на північ від Ла-Пасу. |

### Mammillaria hutchisoniana підвид. louisae
| Орган             | Опис                                                                                              |
| Радіальні колючки | зазвичай 11.                                                                                      |
| Квіти             | від білого до світло-рожевого відтінку з лавандово-рожевими центральними прожилками на пелюстках. |
| Ареал зростання   | Баха-Каліфорнія (обмежена прибережна зона, поблизу від Сокорро).                                  |